# Sunday Showcase
Sunday Showcase è una serie televisiva statunitense in 23 episodi trasmessi per la prima volta nel corso di una sola stagione dal 1959 al 1960.
La serie è conosciuta anche con i titoli NBC Sunday Showcase (titolo completo) e Breck Sunday Showcase (titolo degli episodi trasmessi non di domenica con l'aggiunta del nome dello sponsor, il Breck Shampoo).
È una serie di tipo antologico in cui ogni episodio rappresenta una storia a sé. Gli episodi sono storie di genere vario (dalla commedia alla fantascienza, dal musical ai drammi storici).

## Interpreti
La serie vede la partecipazione di numerose star cinematografiche e televisive, molte delle quali interpretarono diversi ruoli in più di un episodio.
- Robert Emhardt (4 episodi, 1960-1961)
- Milton Berle (3 episodi, 1959)
- Jimmy Durante (3 episodi, 1959-1961)
- Larry Blyden (3 episodi, 1959-1960)
- E.G. Marshall (3 episodi, 1959-1960)
- Milton Selzer (3 episodi, 1959-1960)
- Royal Beal (3 episodi, 1960)
- Stuart Germain (3 episodi, 1960)
- Steven Hill (3 episodi, 1960)
- Teresa Wright (2 episodi, 1960)
- Bob Hope (2 episodi, 1959-1961)
- Ralph Bellamy (2 episodi, 1959-1960)
- Henderson Forsythe (2 episodi, 1959-1960)
- Cedric Hardwicke (2 episodi, 1959-1960)
- Sidney Blackmer (2 episodi, 1959)
- Norman Fell (2 episodi, 1959)
- John Forsythe (2 episodi, 1959)
- Jay Lawrence (2 episodi, 1959)
- Horace McMahon (2 episodi, 1959)
- Dina Merrill (2 episodi, 1959)
- Nelson Olmsted (2 episodi, 1959)
- David Opatoshu (2 episodi, 1959)
- William Post Jr. (2 episodi, 1959)
- Barbara Rush (2 episodi, 1959)
- Monique van Vooren (2 episodi, 1959)
- Earl Wilson (2 episodi, 1959)
- Humphrey Davis (2 episodi, 1960-1961)
- Allen Nourse (2 episodi, 1960-1961)
- Alfred Sandor (2 episodi, 1960-1961)
- Martin Balsam (2 episodi, 1960)
- John C. Becher (2 episodi, 1960)
- Frank Campanella (2 episodi, 1960)
- Tom Carlin (2 episodi, 1960)
- Tom Clancy (2 episodi, 1960)
- Harry Davis (2 episodi, 1960)
- Dana Elcar (2 episodi, 1960)
- Rex Everhart (2 episodi, 1960)
- Ben Grauer (2 episodi, 1960)
- Wyley Hancock (2 episodi, 1960)
- Anne Hegira (2 episodi, 1960)
- Mary James (2 episodi, 1960)
- House Jameson (2 episodi, 1960)
- Dan Morgan (2 episodi, 1960)
- Carroll O'Connor (2 episodi, 1960)
- Christopher Plummer (2 episodi, 1960)
- Charles Tyner (2 episodi, 1960)
- Ben Yaffee (2 episodi, 1960)
- Lowell Thomas (2 episodi, 1961)

## Produzione
La serie fu prodotta da Robert Alan Aurthur e Alex March e David Susskind per la National Broadcasting Company Le musiche furono composte da Irwin Bazelon e David Amram; il tema musicale della sigla (Sunday Drive) fu composto da Richard Adler.

### Registi
Tra i registi sono accreditati:
- Alex Segal in 3 episodi (1960-1961)
- John Frankenheimer in due episodi (1959-1960)
- Alex March in due episodi (1959-1960)
- Delbert Mann in due episodi (1959)
- Jack Smight in due episodi (1960-1961)
- Sidney Lumet in due episodi (1960)
- Dick McDonough in un episodio (1959)

### Sceneggiatori
Tra gli sceneggiatori sono accreditati:
- Reginald Rose in 3 episodi (1959-1960)
- Alfred Bester in due episodi (1959-1960)
- Budd Schulberg in due episodi (1959)
- Stuart Schulberg in due episodi (1959)
- Gore Vidal in due episodi (1959)
- John Whedon in due episodi (1960-1961)

## Distribuzione
La serie fu trasmessa negli Stati Uniti dal 20 settembre 1959 al 13 maggio 1960 sulla rete televisiva NBC.

## Episodi
| Stagione       | Episodi | Prima TV USA |
| -------------- | ------- | ------------ |
| Prima stagione | 23      | 1959-1960    |